# Айни (Таджикистан)
Айни (тадж. Айнӣ) — посёлок городского типа, административный центр Айнинского района Согдийской области Таджикистана.
Кишлак Варзиманор являлся административным центром Фальгарского бекства Бухарского эмирата. 7 июня 1933 года кишлак Ворзоминор был переименован в Захмат-Абад, а в 1955 году — в Айни. 26 августа 1960 года кишлак Айни отнесён к категории посёлков городского типа.
В посёлке сохранился минарет эпохи исламо-иранской цивилизации, датированный XII веком.

## География
Расположен на южном склоне Зеравшанского хребта вдоль реки Зеравшан. Находится в 177 км южнее города Худжанда и в 140 км к северу от города Душанбе.

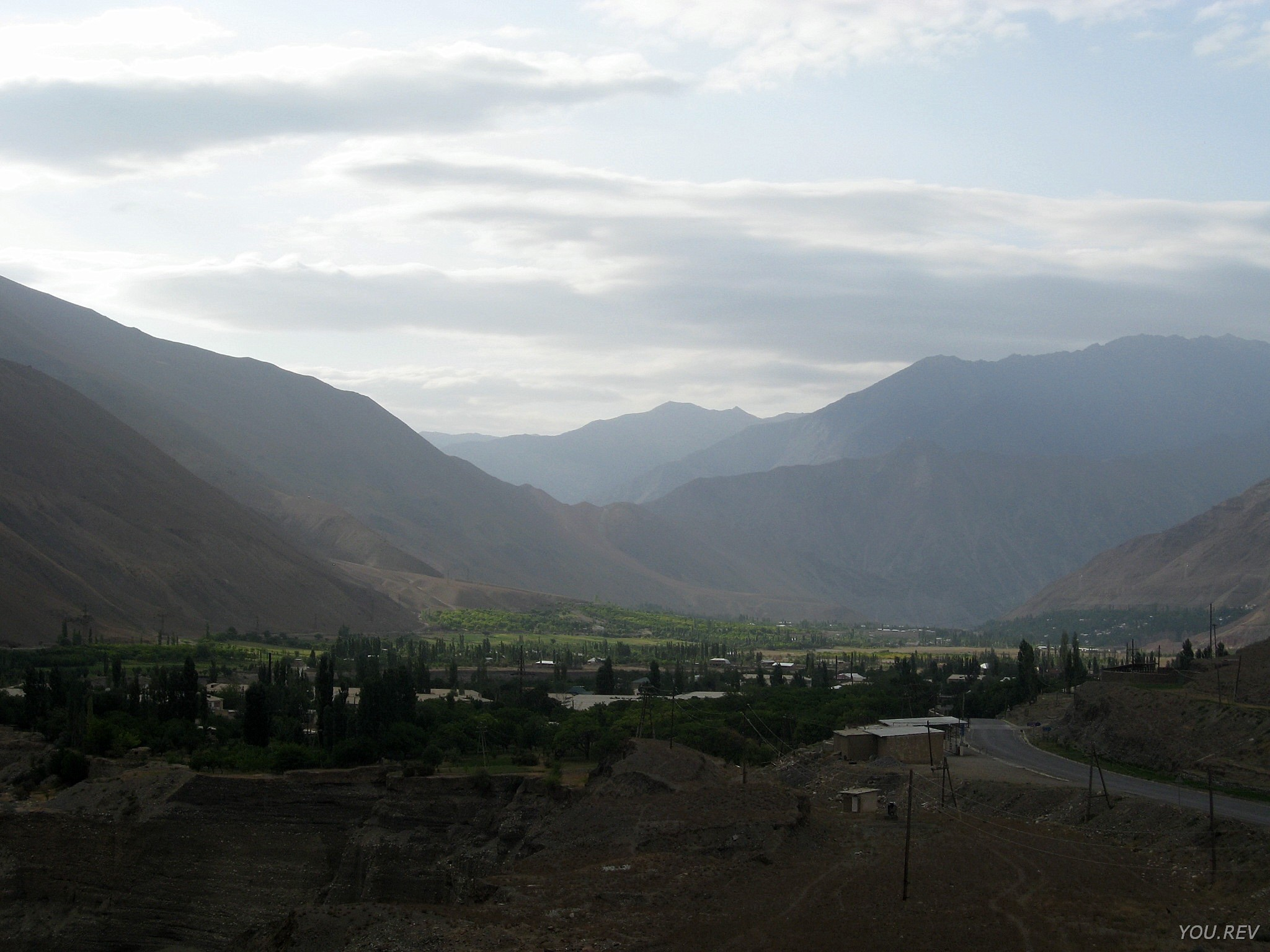
Вид сверху на посёлок Айни

## Население
Население 12 131 человек.